# Ministrstvo za obrambo Združenih držav Amerike
Ministrstvo za obrambo Združenih držav Amerike (angleško United States Department of Defense, okrajšano DoD, DOD ali USDOD) je izvršna veja Zvezne vlade Združenih držav Amerike, odgovorna za vse vidike nacionalne varnosti in delovanja oboroženih sil v Združenih državah Amerike. Sedež ima v stavbi Pentagona v Arlingtonu (Virginija) v neposredni bližini Washingtona, kot svoje poslanstvo pa navaja »zagotavljati vojaško silo, potrebno za odvračanje vojne in zagotovljanje varnosti naroda«.
Velja za največjega delodajalca na svetu, saj zaposluje več kot 2,8 milijona ljudi, od tega skoraj 1,3 milijona vojakov v aktivni službi (podatek za leto 2016), preko 826.000 pripadnikov Nacionalne garde in rezervistov ter 732.000 civilnih uslužbencev. Njegov proračun je leta 2017 znašal 3,15 % kosmatega domačega proizvoda Združenih držav, kar je bilo 38 % vseh sredstev za vojaštvo na svetu.
Vodja je obrambni minister, ameriški vladni funkcionar, ki je neposredno podrejen predsedniku. Od leta 2025 je to televizijski voditelj in veteran Pete Hegseth. Ministrstvo sestavljajo trije oddelki, odgovorni za posamezne veje oboroženih sil (kopensko vojsko, vojno mornarico in vojno letalstvo), štiri obveščevalne agencije (med njimi Nacionalna varnostna agencija) ter različne druge agencije, kot je Agencija za napredne obrambne analize ZDA, in več šol za častnike. Vojaške operacije vodi enajst regionalnih ali področnih poveljstev.